# Instabox

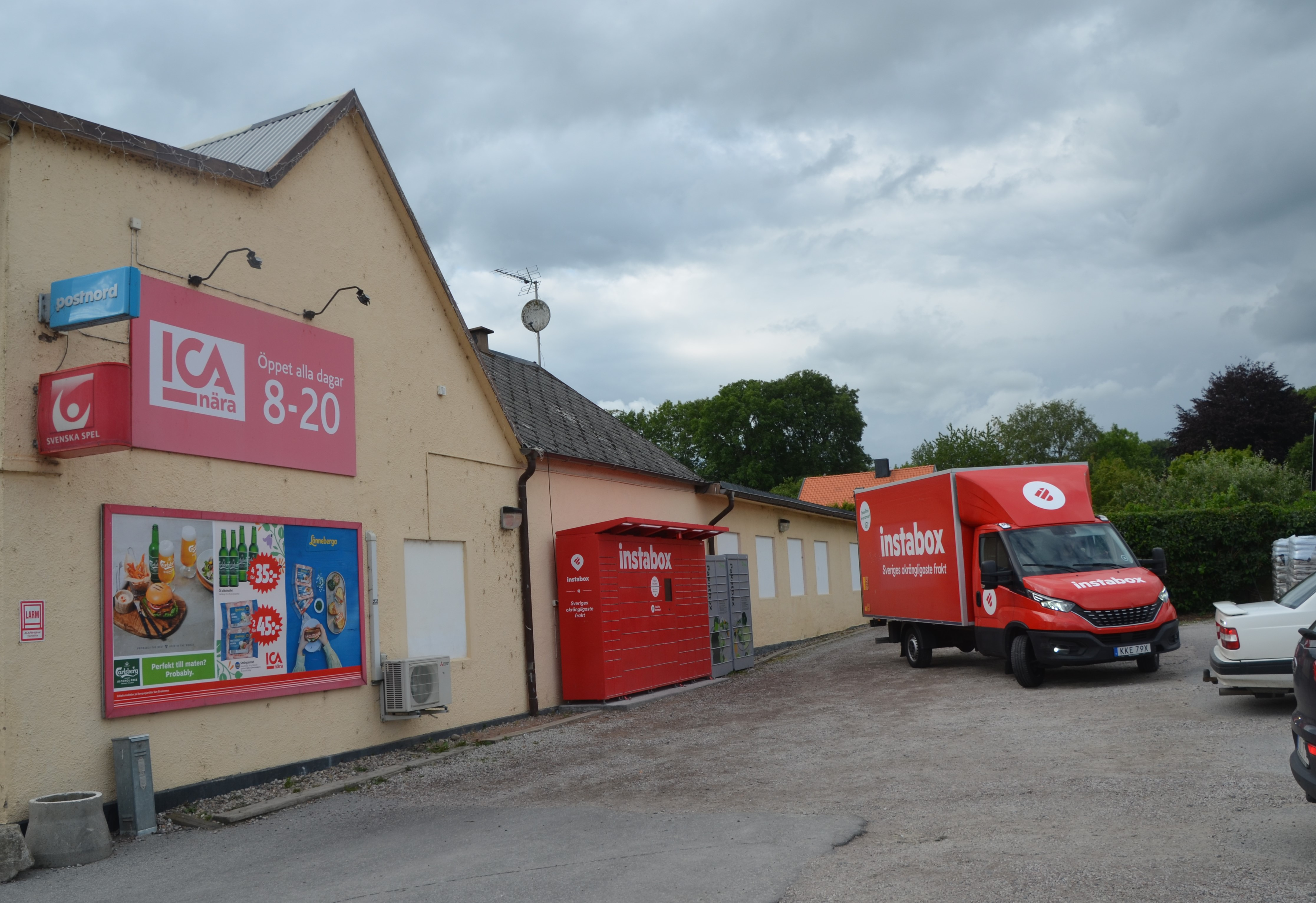
Paketleverans till Instaboxskåp i Harlösa i Lunds kommun

Instabox är ett svenskt logistikföretag. Företaget är förutom Sverige verksamt i Danmark, Norge och Nederländerna.
Bolaget fick 2021 uppmärksamhet för sin snabba expansion och hamnade 2022 på plats 9 (1 för Sverige) på Financial Times årliga lista över Europas snabbast växande bolag sett till omsättningstillväxt baserat på perioden 2017 till 2020.